# Ludwig von Hammerstein-Loxten (General, 1839)

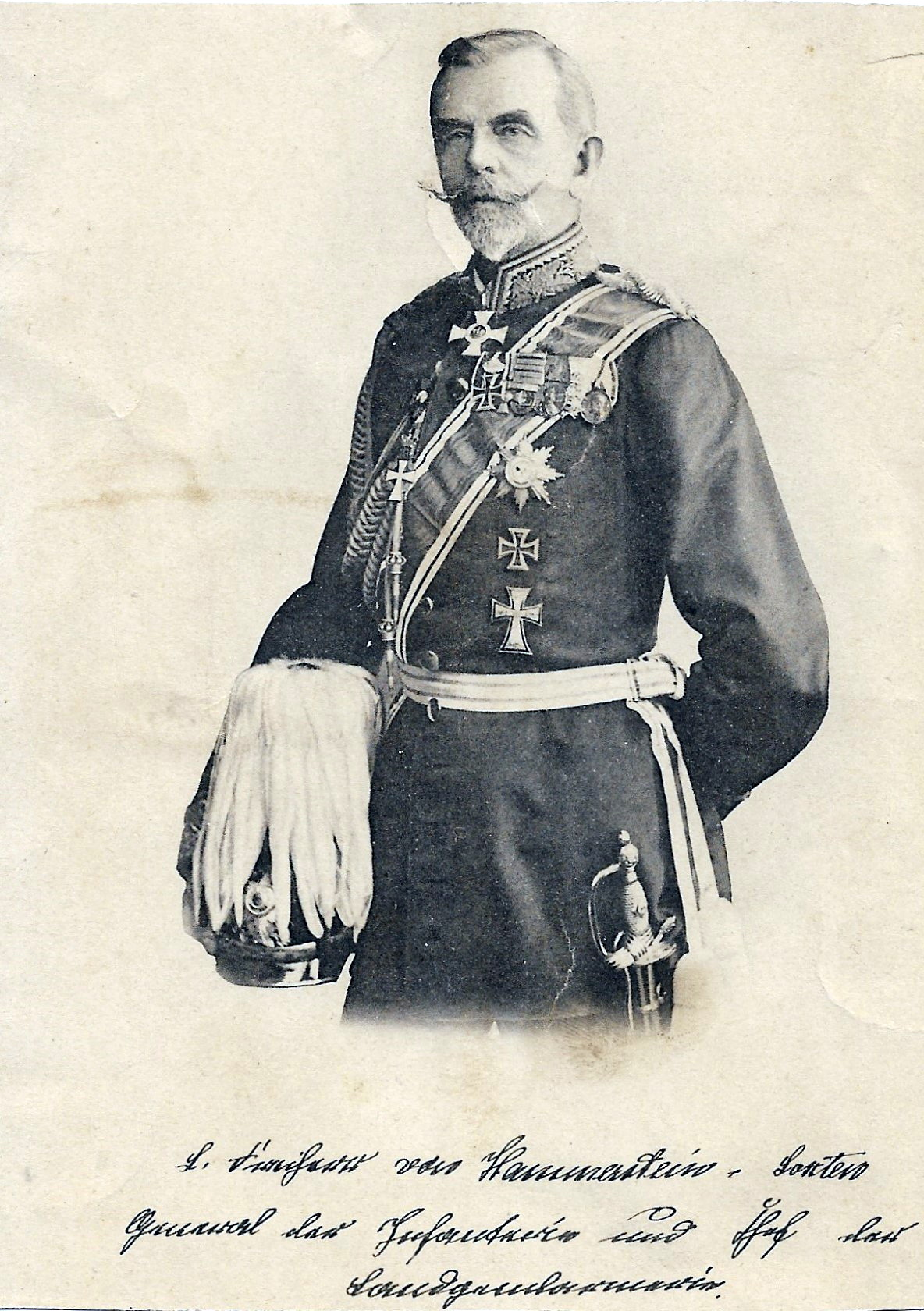

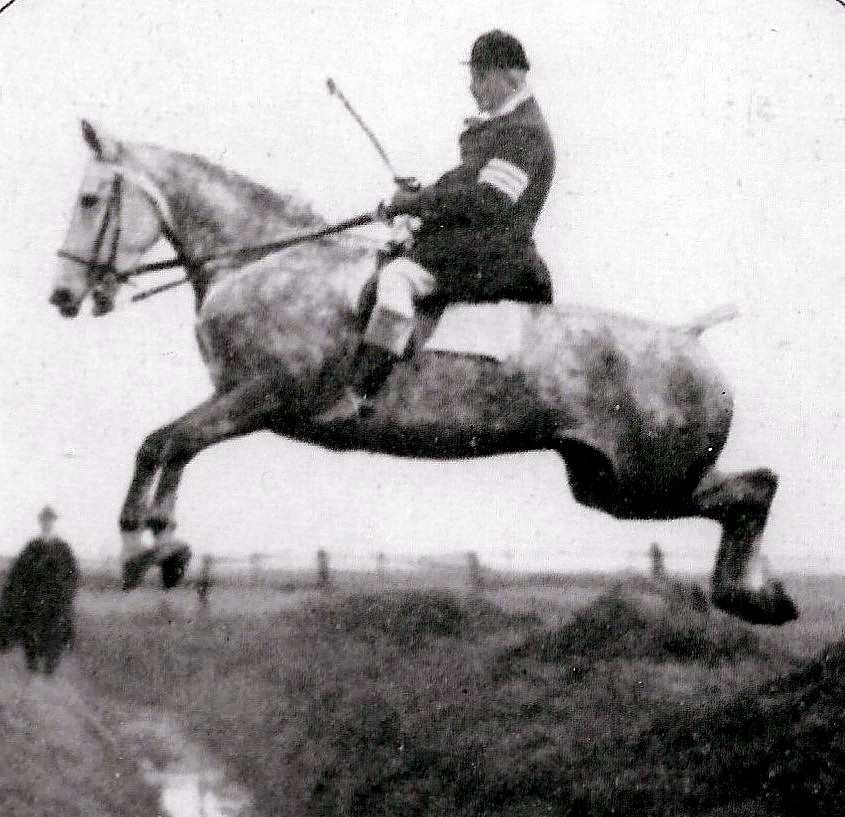

Ludwig Wilhelm Adalbert Freiherr von Hammerstein-Loxten (* 21. September 1839 in Loxten; † 25. August 1927 ebenda) war ein preußischer General der Infanterie.

## Leben

### Herkunft

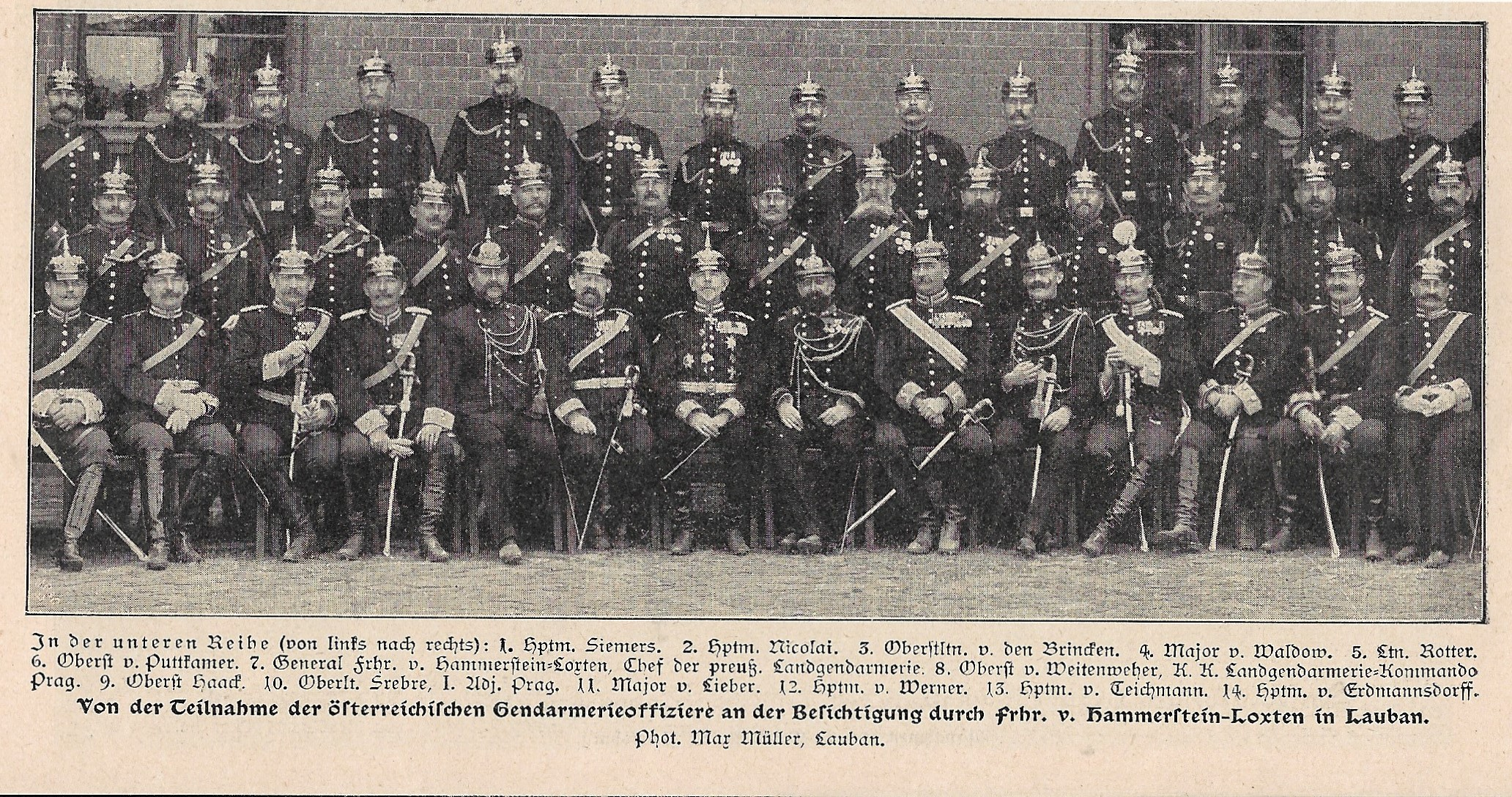
Von der Teilnahme der österreichischen Gendarmerieoffiziere an der Besichtigung durch Frhr. von Hammerstein-Loxten in Lauban.

Seine Eltern waren der Rittergutsbesitzer Hermann von Hammerstein-Loxten (1801–1876), Gutsherr auf Loxten, Dieck und weiteren Besitzungen, unter anderem dem Burgmannshof „Loxter Hof“ in Quakenbrück und dessen Ehefrau Dorothea, geborene von Rössing (1803–1847). Sein Bruder Ernst (1827–1914) wurde preußischer Landwirtschaftsminister.

### Militärkarriere
Hammerstein besuchte zunächst das Kadettenkorps in Hannover und trat zum 1. Mai 1857 in das 6. Infanterie-Regiment der Hannoverschen Armee ein. Als Sekondeleutnant folgte am 9. Januar 1858 seine Versetzung in das Garde-Infanterie-Regiment. Dort avancierte Hammerstein im Mai 1859 zum Premierleutnant, absolvierte 1860/61 die Militärakademie und fungierte im Anschluss daran als Regimentsadjutant. In dieser Eigenschaft nahm er 1866 während des Krieges gegen Preußen an der Schlacht bei Langensalza teil.
Nach der Annexion des Königreichs Hannover trat Hammerstein am 9. März 1867 in preußische Dienste und wurde im Leib-Grenadier-Regiment (1. Brandenburgisches) Nr. 8 angestellt. Mit seiner Beförderung zum Hauptmann folgte am 22. März 1868 die Ernennung zum Chef der 1. Kompanie. In dieser Eigenschaft nahm Hammerstein 1870/71 am Krieg gegen Frankreich teil. Er kämpfte bei Spichern und wurde bei Vionville leicht verwundet. Anschließend nahm er an den Schlachten bei Gravelotte, Beaune-la-Rolande und Orléans teil. In den Kämpfen des III. Armee-Korps bei Mazangé konnte sich Hammerstein am 6. Januar 1871 besonders bewähren und erhielt das Eiserne Kreuz I. Klasse. Seine Kompanie hatte dabei schwere Verluste zu verzeichnen und er selbst wurde schwer verwundet.
Am 30. April 1877 wurde Hammerstein zum Major befördert und avancierte im Februar des Folgejahres zum etatsmäßigen Stabsoffizier, also Stellvertreter des Regimentskommandeurs. In gleicher Eigenschaft kam er am 6. April 1880 in das 3. Garde-Regiment zu Fuß, fungierte dort vom 1. August 1882 bis zum 21. März 1883 als Kommandeur des II. Bataillons und wurde anschließend Kommandeur des Füsilier-Bataillons. Als solcher am 10. Mai 1884 zum Oberstleutnant befördert, wurde Hammerstein am 23. September 1884 als etatsmäßiger Stabsoffizier in das 1. Garde-Regiment zu Fuß versetzt. Im Spätsommer 1885 war er als Beobachter zu den am linken Ufer des Po stattfindenden Korpsmanövern der Italienischen Armee kommandiert. Am 1. September 1887 beauftragte man Hammerstein mit der Führung des Königin Augusta Garde-Grenadier-Regiments Nr. 4 und ernannte ihn am 14. Februar 1888 unter gleichzeitiger Beförderung zum Oberst zum Kommandeur dieses Verbandes. Unter Stellung à la suite des Regiments wurde Hammerstein am 11. Juni 1890 mit der Führung der 10. Infanterie-Brigade in Frankfurt (Oder) beauftragt. Vom 12. August 1890 bis zum 14. Juli 1893 war er als Generalmajor Kommandeur dieser Brigade. Anschließend wurde er zum Generalleutnant befördert und zum Kommandeur der 13. Division in Münster ernannt.
Am 25. August 1897 wurde Hammerstein mit der gesetzlichen Pension zur Disposition gestellt und gleichzeitig zum Chef der Landgendarmerie ernannt. In dieser Stellung behielt er die aktiven Dienstzeichen und wurde in den Anciennitätslisten weitergeführt. Am 27. Januar 1898 folgte die Verleihung des Charakters als General der Infanterie. In Würdigung seines langjährigen Verdienste zeichnete Wilhelm II. Hammerstein 1902 mit dem Großkreuz des Roten Adlerordens aus. Außerdem stellte er ihn am 19. Dezember 1903 à la suite des Königin Augusta Garde-Grenadier-Regiments Nr. 4. Von seiner Stellung als Chef der Landgendarmerie wurde Hammerstein am 1. August 1904 entbunden und zum Gouverneur des Invalidenhauses ernannt. Diesen Posten bekleidete er über das Ende des Ersten Weltkriegs hinaus bis 1919 und trat dann in den Ruhestand.

### Familie
Hammerstein verheiratete sich am 16. Mai 1867 in Hannover mit Marie von Hinüber (1849–1919). Aus der Ehe gingen die Söhne Adolf (1868–1939) und Ernst (* 1871) hervor.